# Birkhof (Treffelstein)
Birkhof ist ein Ortsteil der Gemeinde Treffelstein im Oberpfälzer Landkreis Cham, Bayern.

## Geographische Lage
Das Dorf Birkhof liegt etwa 2 km nordöstlich von Treffelstein.
Es besteht aus weit über die Südhänge des Silberberges verstreuten einzelnen Häusern und Höfen.

## Geschichte
Zum Stichtag 23. März 1913 (Osterfest) erscheint im Diözesanmatrikel ein Punkt „Einöden“ mit 17 Häusern und 95 Einwohnern als Teil der Expositur Treffelstein. Zu diesen Einöden werden auch die von Birkhof gehört haben. Am 31. Dezember 1990 hatte Birkhof 47 Einwohner und gehörte zur Pfarrei Treffelstein.